# Castelpagano
Castelpagano là một đô thị ở tỉnh Benevento trong vùng Campania, có vị trí khoảng 80 km về phía đông bắc của Napoli và khoảng 30 km về phía bắc của Benevento. Tại thời điểm ngày 31 tháng 12 năm 2004, đô thị này có dân số 1.649 người và diện tích là 38.2 km².
Castelpagano giáp các đô thị: Cercemaggiore, Circello, Colle Sannita, Riccia, Santa Croce del Sannio.